# ミシェル・ガラブリュ

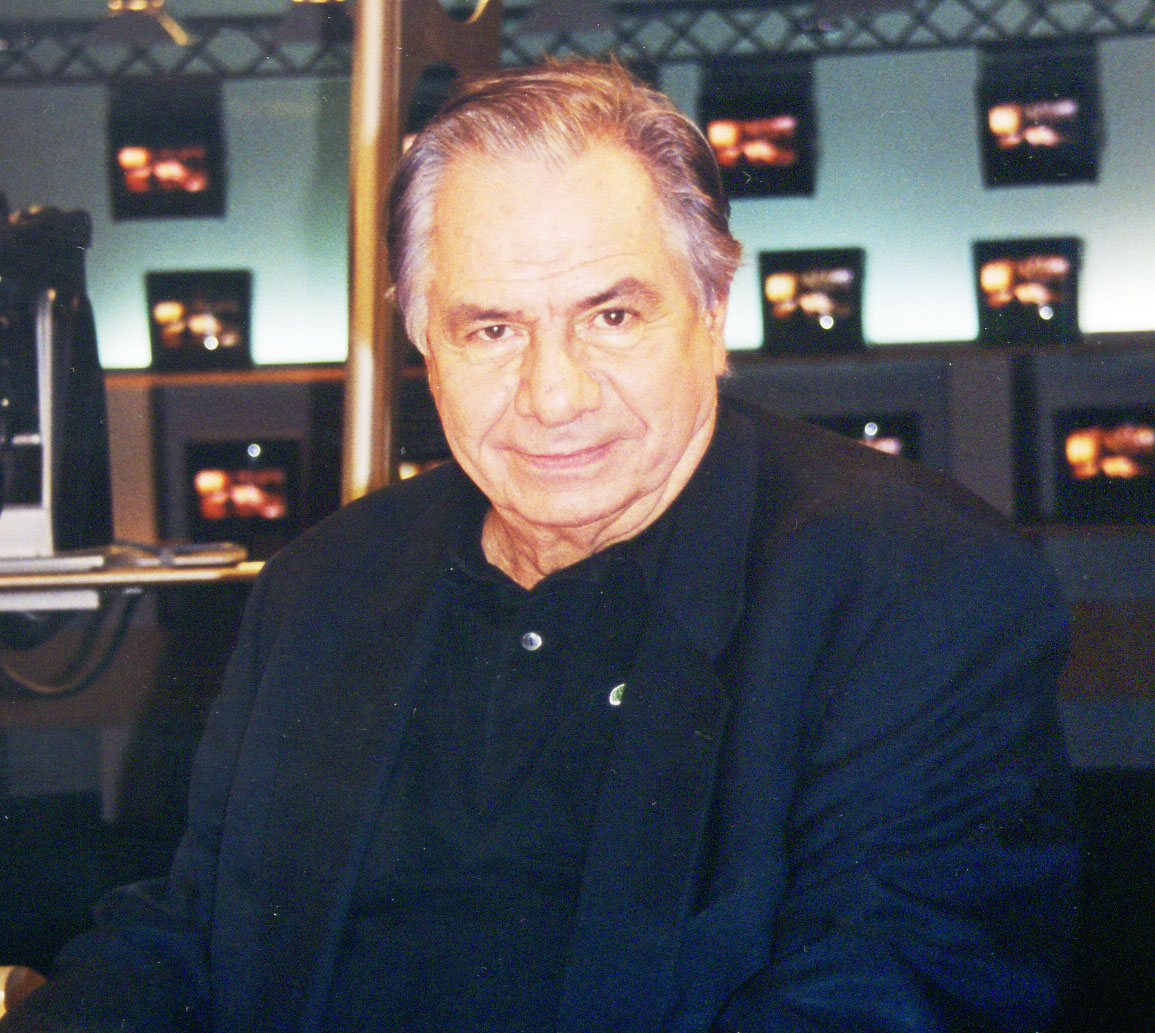
ミシェル・ガラブリュ（1999年、テレビ局i-Teleの開局式にて）

ミシェル・ガラブリュ Michel Galabru （1922年10月27日 - 2016年1月4日）は、フランスの俳優。喜劇俳優ジャン・ガラブリュと女優エマニュエル・ガラブリュの父親にあたる。
1977年、第2回セザール賞に於いて、ベルトラン・タヴェルニエ監督の『fr:Le Juge et l'Assassin（裁判官と殺人者）』で主演男優賞を受賞した。

## 経歴

### 少年時代
国立土木学校の教授であったポール・ガラブリュ（1892年 - 1988年）の息子として生まれ、父親が港の建設に関わったモロッコのサフィで7歳まで過ごし、その後少年時代の大半をエロー県ル・ブスケ・ドルブで過ごす。彼には2人の兄弟がいた。一人は弟で、医者で作家のマルク・ガラブリュ（1929年 - 2014年）であり、もう一人は兄で詩を書き18歳で結核で死んだ。
少年時代からモンペリエHSCの大ファンである彼はプロサッカー選手になることを夢見るが、やがて俳優になることを志すようになる。彼は7つの異なる学校に通ったが、そのうち12回サシャ・ギトリの教えを受けた。のちにガラブリュは2001年、ギトリとの出会いを著書にまとめている。
モンペリエのサン＝フランソワ・ピエール・ルージュ中学、パリ16区のイエズス会の私立サン＝ルイ・ド・ゴンザグ高校に通った後、1年間父の仕事を手伝った。ナチス・ドイツによるフランス占領に伴う強制労働によって、オーストリアのクラーゲンフルト、次いでユーゴスラビアに送られ、そこでチトーのパルチザンに解放される。

### デビュー
フランス国立高等演劇学校に入学したガラブリュは、ドニ・ディネスのクラスでの3年間の教育ののち一等賞を獲得し、1950年9月1日よりコメディ・フランセーズの舞台を踏む。『ジョルジュ・ダンダン』でデビューした彼は、モリエールの他シェイクスピア、ピエール・ド・マリヴォー、ジョルジュ・フェイドー、ジョルジュ・クルトリーヌ、ジュール・ロマンなどの古典から現代までの戯曲を演じ、1957年まで在籍した。
また映画では、1951年にジャン・ドヴェヴル監督の『Ma femme, ma vache et moi （妻、雌牛と僕）』でデビューする。

### 映画俳優のキャリア

#### 1960年 - 1990年
フランスのコメディ映画の代表的な俳優として、ガラブリュは250もの映画やテレビドラマに出演した。幾つかの映画は成功したが、本人の告白によれば、その他の多くの映画は「食い扶持のための」ものだったという。『大混戦』でのインタビューでは、監督のジャン・ジローに対し、「私から（主演の）ルイ・ド・フュネスを取ったら、ただの大根役者でしかない」とまで言っている。とはいえその言葉は彼の謙虚さからくるものであり、その輝かしい業績はベルトラン・タヴェルニエ監督の『fr:Le Juge et l'Assassin（裁判官と殺人者）』によって第2回セザール賞での主演男優賞を獲得したことで知られる。
1961年にイヴ・ロベール監督の『fr:La Guerre des boutons (film, 1962)』でブルヴァール劇場（パリ旧城壁の周辺部に点在する多くの小劇場）の雰囲気を演じた彼は、1964年の『大混戦』より始まる『ルイ・ド・フュネスのサントロペシリーズ』で準主役の上司役を務め、多くの大衆に知られるようになった。演劇では『La Femme du boulanger（パン屋の妻）』や『町人貴族』を演じた。また1972年にはピエール・チェルニア監督の映画『fr:Le Viager（終身年金）』でガリポー医師役を務めた。1983年にルイ・ド・フュネスが死去すると、彼が演じる予定であったジャン＝マリー・ポワレ監督の『fr:Papy fait de la résistance（パピーは蜂起する）』で主役パピーを代役で務めきった。
1980年からは『Mr.レディMr.マダム』シリーズでの保守政党員の父親シモン・シャリエ役で知られる。他にも『ザ・カンニング IQ=0』の警部役、『fr:Le bahut va craquer（学級崩壊）』の校長役、『fr:Uranus (film)』、『アステリックス対カエサル』の村長役、『fr:Le Petit Nicolas (film)（ニコラ坊や）』の文部大臣役、そして『fr:Bienvenue chez les Ch'tis』の大叔父役で知られる。
1999年にはテレビ局i-Téléの開局式に出席した。同年、『アステリックス』シリーズの最初の映画に出演した。これはクロード・ジディ監督の最後の作品の一つとなった他、『パピー』で共演したクリスチャン・クラヴィエとの久しぶりの再会でもあった。

#### 2000年以降
80歳を迎えた2003年にはフレデリック・オービュルタン監督の映画『fr:San-Antonio (film, 2004)』でジェラール・ドパルデュー、ジェラール・ランヴァンと共演し、また役作りのために禿げ頭に剃った。またアニメ『La prophétie des grenouilles』、『Le manège enchanté』の声優を務めた。
2009年には『Neuilly sa mère !』、『fr:Le Petit Nicolas (film)（ニコラ坊や）』で脇役を務めた。2010年にはリュション映画祭でテレビドラマ『À deux c'est plus facile（二人ならもっと簡単）』のために出席した。さらに同年、カテル・キレベレ監督の『fr:Un poison violent（猛毒）』でカンヌ映画祭に出席した。2011年には長年のキャリアを讃えられてブリガデル賞を受賞し、またパリ市より赤色大メダルを贈られた。
2012年にも多くの映画に出演し、2013年にはfr:Ordre national du Mérite (France)勲章を受章している。

### 演劇のキャリア
1984年、パリ18区にある潰れかけたモーベル演劇学校を買収し、自らの劇場として改修した。これは最初モーベル・ガラブリュ劇場、次いでモンマルトル・ガラブリュ劇場、そして2004年からはミシェル・ガラブリュ劇場と改名している。
彼はまた翌1985年に「十時劇場 Théâtre de Dix heures」も買収し、若者のためのデビューの機会を作っていたが、その計画は4年しか続かなかった。劇場自体は現在も存続している。
同じく1980年代中盤、ヴォクリューズ県マロセーヌで夏期演劇祭を開き、5万人の観客が訪れ、8年間存続した。またミシェル・ガラブリュ劇場をはじめ、様々な劇場で後進の指導に当たっている。
2008年、モリエール演劇賞を受章した。
演劇デビューから60年を数える2014年にも数多くの舞台に出演し、特に1980年代から好むマルセル・パニョルの戯曲を多く演じている。

### 死
2014年10月の弟マルクの死、また2015年8月の妻クロードの死により、晩年のガラブリュは深い心痛を負っていた。2015年10月27日には93歳の誕生日に一人舞台を演じて健在ぶりを見せたが、2016年1月4日に、家族の言葉によれば「眠りのうちに」死去した。葬儀は1月12日にパリのサン・ロック教会で行われ、モンマルトル墓地の32番区に埋葬された。

## 主な出演映画
- 聖少女アンナ (2010)
- プチ・ニコラ (2009) - 大臣
- アンリ・デュナン物語　～国際赤十字誕生～ (2006)<TVM> - ユベール・デュナン
- HAKUGEKI 迫撃 (2004)
- 海の沈黙 (2004)<TVM>
- 私の男 (1995)
- 神風 (1986)
- サブウェイ (1985)
- 真夜中のミラージュ (1984)
- 殺意の夏 (1983)
- ジャン＝ポール・ベルモンドの エースの中のエース (1982)
- ルイ・ド・フュネスの大奪還 (1982)
- ミュウミュウの スラップスティックはお好き? (1981)
- ジャン＝ポール・ベルモンドの道化師/ドロボー・ピエロ (1980)
- ザ・カンニング IQ=0 (1980) - クロッセ警部
- Mr.レディMr.マダム2 (1980)	- シャリエ
- ルイ・ド・フュネス/サントロペ大混戦 (1979)
- 警部 (1978)
- Mr.レディMr.マダム (1978) - シモン・シャリエ
- 雪に咲いたバラ (1977) - ペルツァー
- 判事と殺人者 (1976)
- 大ギャング (1973)
- クレージー4人組/スーパーマーケット珍作戦 (1973)
- ルイ・ド・フュネスの窓際一発大逆転 (1970)
- ルイ・ド・フュネスの大結婚 (1968)
- 帰らざる橋(1967)
- ニューヨーク大混戦 (1965)
- 大混戦 (1964)
- 唇（くち）によだれ (1959)